# Type-Token-Relation
Die Type-Token-Relation (auch: Type-token-ratio, TTR, Diversifikationsquotient) ist in der quantitativen Linguistik ebenso wie in der quantitativen Stilistik ein Maß zur Feststellung des Grades an Komplexität im Wortschatz eines Texts.

## Verfahren
Grundlage dazu ist die Unterscheidung der Wörter eines Textes in „token“ (jede einzelne vorkommende Wortform) und „type“ (Menge der vorkommenden Wortformen, die zu einem bestimmten Wort/Lexem gehören). Aus diesen beiden Konzepten (Token und Type) lässt sich nach Auszählung eines Textes die „Type-Token-Relation“ bilden – also die Relation zwischen der Zahl der Wörter im Text insgesamt und der Zahl der verschiedenen Wörter – und zur Beurteilung des Wortschatzreichtums nutzbar machen. Es lässt sich außerdem nachweisen, dass die Type-Token-Relation in Texten eine gesetzmäßige Dynamik entfaltet. Auch der Zusammenhang zwischen der Textlänge und dem Wortschatzumfang unterliegt einem Sprachgesetz. Ferner weist der nähesprachliche Diskurs in Kontrast zur Distanzsprache eine geringe Type-Token-Relation auf, die durch häufige Wort-Iteration belegt wird.
Der Gedanke, eine Relation zwischen jedem einzelnen Vorkommen (token) einer Einheit und der Zahl der verschiedenen Einheiten (types) zu bilden, lässt sich auch auf andere Sprachebenen übertragen, wie Köhler in mehreren Arbeiten zur Syntax nachweist.

## MTLD
MTLD (measure of textual lexical diversity) ist ein sprachunabhängiges Verfahren, welches einen wesentlich valideren Wert für die lexikalische Varianz eines Textes liefert, als dies mit den gängigen standardisierten und nicht standardisierten Type-Token-Verhältnismaßen möglich ist, da mittels einer speziellen Form der Textfaktorisierung die Abhängigkeit der Ergebnisse von der absoluten Textlänge eliminiert wird. Je höher der Wert, desto größer ist die Wortschatzvarianz.

## Bezüge
Der Begriff „Diversifikationsquotient“ taucht unter anderem auch in dem Text „Der Sprachtest“ von Felix Mitterer auf.